# مزرعه مهدی‌آباد نو
مزرعه مهدی ابادنو یک روستا در ایران است که در بخش مرکزی شهرستان آباده واقع شده‌است. مزرعه مهدی ابادنو ۲۹ نفر جمعیت دارد.